# Thylacopteris
Thylacopteris är ett släkte av stensöteväxter. Thylacopteris ingår i familjen Polypodiaceae.
Kladogram enligt Catalogue of Life:
| Thylacopteris | \| \| Thylacopteris diaphana \| \| \| \| \| \| Thylacopteris papillosa \| \| \| \| |
|               | \| \| Thylacopteris diaphana \| \| \| \| \| \| Thylacopteris papillosa \| \| \| \| |
|               | Thylacopteris diaphana                                                             |
|               |                                                                                    |
|               | Thylacopteris papillosa                                                            |
|               |                                                                                    |